# 阮叔巆
阮叔巆（越南语：／；1876年—1954年3月31日），越南阮朝官員。

## 生平
阮叔巆是乂安省英山府南壇縣春柳總春柳社（今屬乂安省南壇縣南英社）人，嗣德二十九年（1876年）出生。成泰十二年（1900年），阮叔巆參加乂安場鄉試，考中舉人。成泰十九年（1907年），會試次中格，庭試考中副榜。維新二年（1908年）三月，阮叔巆被派阮廷遣到法國留學，在屬地行政場（法國殖民地行政學校）學習法學。次年（1909年）回國后，歷任知縣、知府，維新九年（1915年），升任廣治按察使。啟定六年（1921年），改任廣義按察使。次年（1922年），以光祿寺卿銜改領刑部侍郎。啟定八年（1923年），升任承天府尹。啟定十年（1925年），改任吏部侍郎。保大初，升任富安巡撫。
保大五年（1930年），越南中圻掀起蘇維埃運動，乂安省工人發動暴動，成立乂靜蘇維埃政權，法國殖民政府打算將阮叔巆改派至乂安擔任總督，鎮壓蘇維埃起義，但被他拒絕，殖民政府因此勒令他致事。阮叔巆致事後，一家人返回順化定居。保大八年（1933年），蘇維埃運動被完全鎮壓，阮叔巆才被允許返回乂安家鄉定居。
1945年八月革命後，阮叔巆支持越盟組建的越南民主共和國，并加入越南聯合會（祖國陣線前身）。
1952年，在北越土改運動中，阮叔巆因土地所有權超限額而被判處10年監禁，後於1954年3月31日在監禁中去世，壽78歲。

## 榮譽
- 榮譽軍團勳章騎士勳位[3]
- 大南龍星軍官勳位[3]

## 家庭

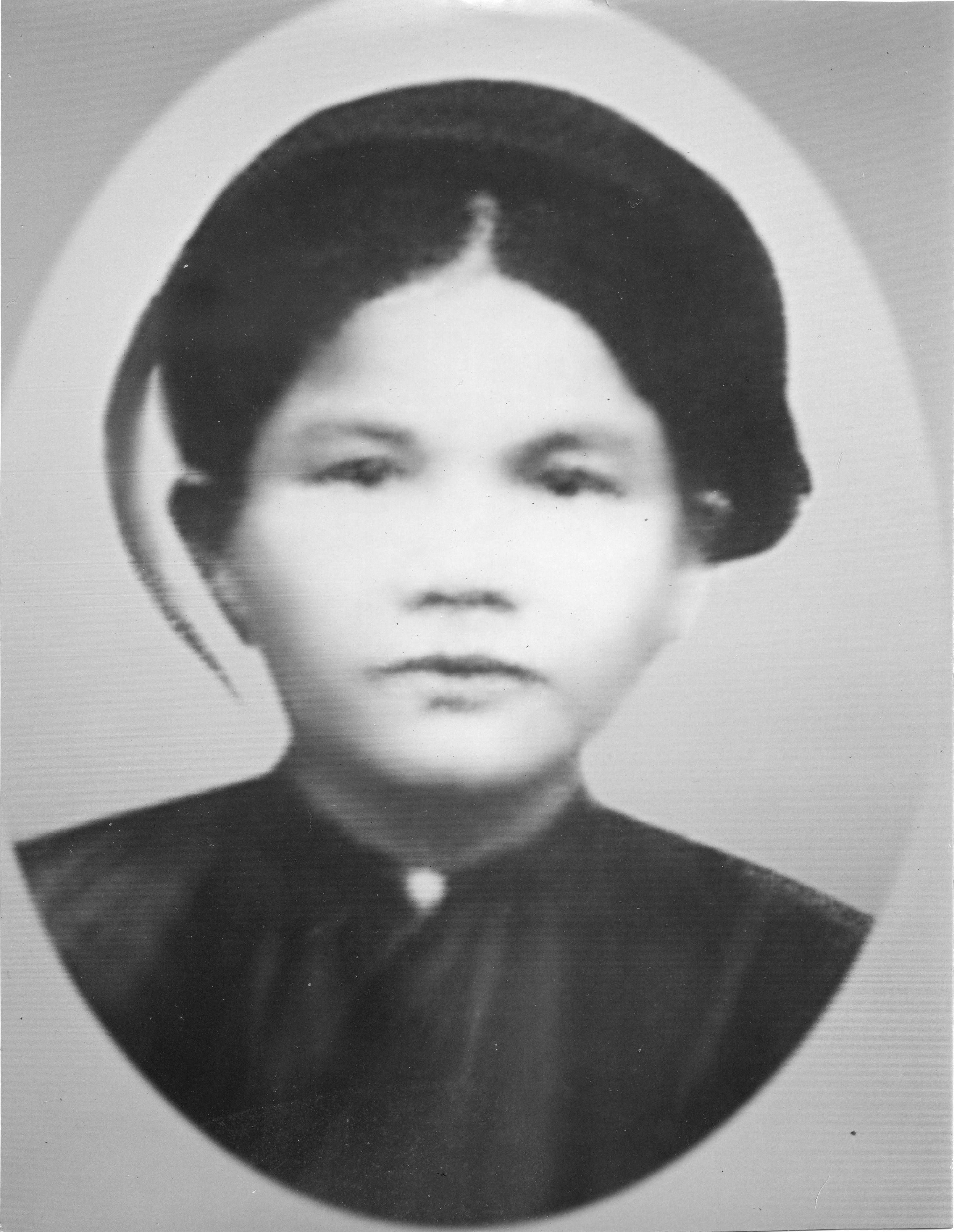
正室阮氏面

### 妻室
阮叔巆先後有3任妻子。
- 正室阮氏面（Nguyễn Thị Miến，1883年-1919年），嗣德二十三年乂安場解元、勤王運動領導者阮文鼎第三女，1902年嫁阮叔巆，生2子5女。
- 繼配尊女氏厚賜（1899年-1976年），綏理王阮福綿寊孫女，阮福洪蔎之女，最初與廣義官員之子訂婚，但未婚夫在婚禮前去世，在兄弟阮福膺蓀牽線下，於1921年改嫁剛剛擔任廣義按察使的阮叔巆，生6子2女。
- 妾阮氏黎（Nguyễn Thị Lê，1901年-1974年），承天府一個九品官之女，生2子1女。

### 子女
阮叔巆與3任妻子共育有10子8女。

#### 子
- 阮叔濠（Nguyễn Thúc Hào），母阮氏面，越南荣市师范大学教授、校长。
- 阮叔松（Nguyễn Thúc Tùng），母阮氏面
- 阮叔岡（Nguyễn Thúc Cương），母尊女氏厚賜
- 阮叔玳（Nguyễn Thúc Đại），母尊女氏厚賜
- 阮叔顓（Nguyễn Thúc Chuyên），母尊女氏厚賜
- 阮叔徽（Nguyễn Thúc Huy），母尊女氏厚賜
- 阮叔愷（Nguyễn Thúc Khải），母尊女氏厚賜
- 阮叔治（Nguyễn Thúc Trị），母尊女氏厚賜
- 阮叔彥（Nguyễn Thúc Ngạn），母阮氏黎
- 阮叔琨（Nguyễn Thúc Côn），母阮氏黎

### 女
- 阮氏蓮（Nguyễn Thị Liên），母阮氏面
- 阮氏慶新（Nguyễn Thị Khánh Tân），母阮氏面
- 阮氏紅南（Nguyễn Thị Hồng Nam），母阮氏面
- 阮氏廣梅（Nguyễn Thị Quảng Mai），母阮氏面
- 阮氏福海（Nguyễn Thị Phúc Hải），母阮氏面
- 阮氏如意（Nguyễn Thị Như Ý），母尊女氏厚賜
- 阮氏如雲（Nguyện Thị Như Vân），母尊女氏厚賜
- 阮氏青釧（Nguyễn Thị Thanh Xuyến），母阮氏黎